# Enersis
 (février 2023).
Motif : Enersis n'existe plus, remplacer par Enel Américas et Enel Chile
Enersis est une des principales compagnies d'électricité du Chili. Elle fut fondée en 1921.